# Cai Huijue
Cai Huijue (n. 1980, Shanghai, Republica Populară Chineză) este o înotătoare chineză, medaliată olimpică. A participat la o ediție a Jocurilor Olimpice (1996) în care a câștigat o medalie de bronz.

## Participări
Lista de mai jos prezintă principalele competiții la care a participat Cai Huijue de-a lungul carierei.
- swimming at the 1996 Summer Olympics – women's 4 × 100 metre medley relay[*]